# Шиллинг, Марсельо
Марсельо Гастон Шиллинг Родригес (исп. Marcelo Gastón Schilling Rodríguez; 18 мая 1949, Темуко) — чилийский левый политик, видный деятель Социалистической партии (СПЧ). При правительстве Народного единства был одним из руководителей Группы личных друзей — охраны Сальвадора Альенде. В 1974 году, после военного переворота, эмигрировал в Мексику, в 1985 году вернулся в Чили. Был противником военной диктатуры Аугусто Пиночета. В 1991—1992 годах, при восстановлении демократии — секретарь спецслужбы Офис, сыграл важную роль в подавлении ультралевого терроризма. Был депутатом Национального конгресса, заместителем министра внутренних дел, послом Чили во Франции. В 2006—2010 — генеральный секретарь СПЧ.

## «Адъютант» при Альенде
Родился в семье зажиточного фермера. Окончил юридический факультет Чилийского университета. Работал юрисконсультом в сельскохозяйственной, транспортной, медедобывающей компаниях. Придерживался левых взглядов, состоял в Социалистической партии. Идейно-политическая ориентация привела к охлаждению семейных отношений — родители Марсельо Шиллинга были настроены консервативно и поддерживали правых. Его отец умер, мать переехала в США.
В начале 1970-х годов Марсельо Шиллинг был активным сторонником правительства Народного единства и президента Сальвадора Альенде. В 1971 году он присоединился к Группе личных друзей (GAP) — структуре охраны и безопасности Альенде. Прошёл ускоренную военную подготовку у кубинских инструкторов. С 1972 являлся политическим комиссаром GAP. Выполнял при Альенде функции телохранителя и своего рода «адъютанта», сопровождал его с неизменной флягой виски. В принятии государственных решений участия не принимал, но был допущен в ближний круг Альенде и отчасти информирован о политических намерениях президента. Одновременно работал советником управляющего на медном руднике Чукикамата.
В день военного переворота 11 сентября 1973 года Марсельо Шиллинг находился в Чукикамате. Он не участвовал в боях в Сантьяго, где десятки членов GAP погибли при штурме Ла-Монеды. Около года скрывался в подполье. Сумел пробраться в мексиканское посольство и через несколько месяцев эмигрировал в Мексику.

## Противник Пиночета
Первые годы эмиграции Марсельо Шиллинг работал юрисконсультом промышленной госкомпании в Сьюдад-Саагуне. В 1977 году — советник министерства планирования, с 1978 года — начальник административного отдела строительной госкомпании в Мехико. Учился на экономическом факультете Национального автономного университета Мексики, был стипендиатом Всемирной университетской службы, работал в исследовательских программах.
Марсельо Шиллинг оставался членом СПЧ, издавал оппозиционный социалистический журнал Convergencia. В СПЧ ориентировался на радикальное крыло Клодомиро Альмейды, выступал против военной диктатуры Аугусто Пиночета. В то же время взгляды Шиллинга отличались от Альмейды. Шиллинг открыто симпатизировал польской Солидарности, за это ему был запрещён въезд на Кубу.
В 1985 году Марсельо Шиллинг вернулся в Чили. Работал в Центре социальных исследований. Он оставался противником правящей хунты, подвергался аресту и проверке тайной полиции СЕНИ. Однако Шиллинг отвергал теперь путь вооружённой борьбы, выступал за постепенное реформирование и демократизацию Чили. Его расчёты и прогнозы оправдались: в 1988 году Пиночет потерпел поражение на референдуме, в 1989 году президентом Чили был избран христианский демократ Патрисио Эйлвин.

## Секретарь спецслужбы
В процессе перехода к демократии Марсельо Шиллинг непосредственно не участвовал. Однако в 1991 влиятельные социалисты — заместитель министра внутренних дел Энрике Корреа, заместитель президентского секретаря Рикардо Солари, заместитель министра регионального развития Гонсало Мартнер — рекомендовали Шиллинга в руководство новой спецслужбы. 
Новые власти полагали, что при восстановленной демократии левый терроризм прекратится сам собой. Этого отнюдь не произошло. Подпольные организации FPMR, MIR, MJL не признавали демократического транзита и продолжали «национал-патриотическую войну». За 1990 год произошло несколько сотен терактов. Христианско-демократическое правительство вынуждено было ужесточить антитеррористическую политику и обратиться за помощью к социалистам. Против кандидатуры Шиллинга выступил Корпус карабинеров во главе с Родольфо Станхе (ранее член хунты), но поддержали представители Следственной полиции.
Марсельо Шиллинг оставался левым политиком, но считал, что ультралевые террористы расшатывают новую государственность, срывают демократический транзит и, вольно или невольно, ведут к возвращению Пиночета. Он согласился возглавить спецслужбу. 26 апреля 1991 года был учреждён Координационный совет общественной безопасности (Офис). Шиллинг занял пост секретаря — оперативного руководителя Офиса. Этим он вызвал яростные обличения слева, вплоть до угроз убийством, но реагировал с демонстративным пренебрежением.
Сам Шиллинг не считал себя профессионально подготовленным к работе в спецслужбе. Свой опыт в GAP он не рассматривал как серьёзный. Однако он оказался эффективным руководителем Офиса. Ему удалось скоординировать действия полиции, карабинеров и военных разведслужб. Жёсткие, решительные, оперативно квалифицированные действия позволили внедрить агентуру в FPMR, MIR, MJL и произвести серию арестов. Критики, особенно левые, сравнивали работу Офиса с пиночетовской тайной полицией ДИНА и СЕНИ. Шиллинг отвечал в том смысле, что Офис действовал гораздо интеллектуальнее и креативнее «идиотов-хулиганов».
В течение полутора лет волна терактов была сбита, ультралевое подполье в целом было ликвидировано. В сентябре 1992 года Шиллинг подал президенту Эйлвину заявление об отставке: «Дон Патрисио, всё решено, дальше делать нечего».

## Чиновник и депутат
В 1993—1994 годах социалист Марсельо Шиллинг оставался советником министра внутренних дел Энрике Краусса, правого христианского демократа. В 1994—2000 годах, при президенте Эдуардо Фрее Руис-Тагле, также представителе ХДП — заместитель министров внутренних дел Карлоса Фигероа и Рауля Тронкосо. Курировал в МВД региональное развитие и администрацию. С 2000 по 2004, при президенте-демократе Рикардо Лагосе — посол Чили во Франции, представитель в ОЭСР и ЮНЕСКО. Затем до 2006 — советник министра внутренних дел, своего однопартийца Хосе Мигеля Инсульсы.
Марсельо Шиллинг состоял в руководящем органе СПЧ, с 2005 года был казначеем, с 2006 по 2010 год — генеральным секретарём партии (президентом — председателем — СПЧ являлся тогда Камило Эскалона). Проводил политику, основанную на доктрине демократического социализма. Поддерживал левого президента Мишель Бачелет, впоследствии Габриэля Борича, был в оппозиции к правому Себастьяну Пиньере. В 2008—2022 годах — депутат Национального конгресса. Избирался от Коалиции за демократию и Нового большинства. Сложил мандат после ограничения депутатских сроков.
В 2023 году Марсельо Шиллинг баллотировался в Конституционный совет — орган выработки новой Конституции Чили. Выдвигался от области Вальпараисо как представитель левоцентристской коалиции Единство для Чили. Высказывался за пересмотр действующей чилийской Конституции, принятой при режиме Пиночета — в сторону большей «гибкости, а не жёсткости, которой добивался Хайме Гусман». Настаивал на конституционном закреплении не только принципов классической демократии и прав собственности, но и социальных гарантий. При этом Шиллинг критически отзывался о блоках Одобряю достоинство и Широкий фронт, отдавая предпочтение коалиции Демократический социализм. Избран Шиллинг не был — победу одержал кандидат пиночетистской Республиканской партии.
При обострении политической ситуации после студенческих протестов 2011—2013 годов Марсельо Шиллинг с тревогой констатировал возобновление терактов. Критически оценивал деятельность спецслужбы ANI и напоминал об успехах Офиса под его руководством. Шиллинг считает, что спецслужбам не следует полагаться на открытые источники и новые технические средства (прослушивание мобильной связи, просматривание Интернета) — важнее «полевая» оперативная работа. Выступает против ужесточения законодательства о безопасности, которое подменяет оперативно-розыскные мероприятия вмешательством в частную жизнь граждан. В то же время Шиллинг отмечал, что ситуация середины 2010-х несравнима с терроризмом начала 1990-х и не создаёт угрозы демократическому строю.
Проживает Марсельо Шиллинг в Кильпуэ, близ Вальпараисо. Женат, имеет сына.